# 강관주
강관주(康寬周, 1930년 7월 5일 ~ )는 조선민주주의인민공화국의 정치인이다. 내각 225부 부장 겸 조선로동당 중앙위원회 정치국 후보위원 직을 거쳐 조평통 부위원장 직을 지낸 이이다. 아명(兒名)은 강주일(康珠日)이다. 김일성 前 북조선 국가주석의 외사촌인 강린수의 아들이다.

## 경력
1930년 일제강점기 평안남도 대동군에서 태어났다. 1960년 김일성종합대학을 나왔고 이후 1966년 김일성고급당학교를 나왔다. 1961년 체육과학연구소 연구원을 거쳐 1973년 만경대예술단 섭외부 부부장과 당 문화부 과장을 지냈다. 1975년 5월 대외문화연락협회 국장에 임명되었으며, 1986년 당 조직지도부 부부장에 올랐다. 1988년 3월 당 중앙위 위원과 당 통일전선부 '조총련' 담당 부부장에 임명된 후, 1989년 3월 당 통일전선부 제1부부장을 거쳐, 1990년 8월 조국평화통일위원회 부위원장을 지냈다. 1991년 9월 보천보전자악단 고문, 1993년 1월 당 통일전선부 부장에 각각 임명되었다.
1997년 2월 당 대외연락부(이전 사회문화부) 부장을 지낸 후, 현재는 내각 225부 부장으로 재임중이다. 2010년 9월, 조선로동당 중앙위원회 후보위원에 선임되었다.

## 최고인민회의 대의원
1990년 4월 최고인민회의 제9기 대의원으로 선출되었으며, 연이어 제10기(1998년)과 제11기(2003년) 대의원을 지냈다.

## 수훈
1992년 4월, 김일성훈장을 받았다.

## 가족 관계
- 증조부 : 강돈욱
  - 대고모 : 강반석
- 아버지 : 강린수
- 어머니 : ?
  - 여동생 : 강관숙 - 前 평양중앙도서관 관장
  - 매제 : 김달현 - 前 북조선 부총리)
- 딸 : 강정옥(1963년 ~ )
- 사위 : 손령훈(1960년 ~ )
- 삼종증조부 : 강량욱

## 같이 보기
- 강영섭
- 강돈욱
- 강량욱
- 강성산

## 기타
1994년 김일성, 1995년 오진우, 2008년 박성철, 2010년 김중린, 2011년 김정일 사망 당시에 국가장의위원회 위원을 맡았다.